# Mordellistena gracilis
Mordellistena gracilis là một loài bọ cánh cứng trong họ Mordellidae. Loài này được Schilsky miêu tả khoa học năm 1908.